# The Beach Boys
Pour les articles homonymes, voir Beach.
Cet article concerne le groupe. Pour l'album du même nom, voir The Beach Boys (album).
The Beach Boys est un groupe de pop-rock américain, originaire de Hawthorne, en Californie. Formé en 1961 par trois frères, leur cousin et un ami, il connait une très grande popularité dans les années 1960 et 1970. C'est l'un des rares groupes américains à avoir pu rivaliser musicalement avec les groupes britanniques de la même époque, tels que les Beatles et les Rolling Stones. Associé à l'origine à la surf music, le groupe s'est surtout distingué par ses chansons aux harmonies vocales complexes et très mélodiques.
Très en vogue aux États-Unis au début des années 1960, les Beach Boys vont amorcer leur déclin à la fin de cette décennie, en raison notamment de la santé mentale précaire de Brian Wilson, le bassiste chanteur et principal compositeur de la plupart des succès du groupe. Toujours actifs, quoique de façon irrégulière, et auteurs de quelques retours remarqués dans les années 1980 (avec des titres comme la reprise de California Dreamin' ou Kokomo), les Beach Boys sont entrés au Hall of Fame en 1988. Avec leurs singles et albums, ils sont d'après le magazine américain Billboard le premier groupe américain à avoir vendu plus de 100 millions d'albums à travers le monde.

## Biographie

### Origines et débuts (1961–1963)

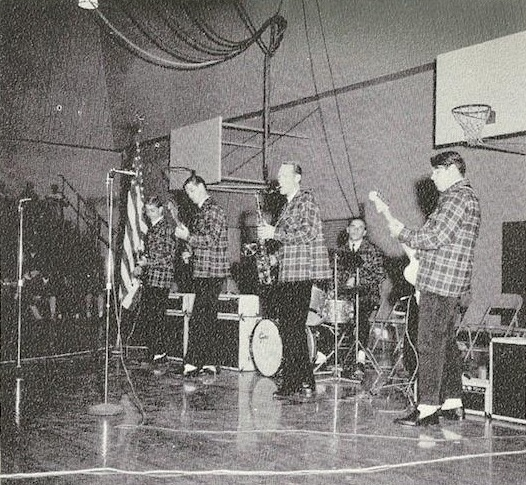
The Beach Boys en 1962.

The Beach Boys se forment en 1961 à Hawthorne, dans la banlieue de Los Angeles, en Californie,. Le groupe réunit les trois frères Wilson – Brian, Carl et Dennis – ainsi que leur cousin Mike Love et un ami de Brian, Al Jardine. S'inspirant du surf que pratique assidûment Dennis et profitant de la vague de la surf music en train de devenir un phénomène musical, Brian Wilson et Mike Love écrivent le premier titre du groupe : Surfin’. Le style s’inspire du rock 'n' roll et du doo-wop et la musique est encore très simple. Le père des frères Wilson, Murry, s’investit dans le groupe en tant que manager. Surfin’ sort en 45 tours en décembre 1961, et la chanson connaît un succès rapide à Los Angeles où il se classe 2e[réf. nécessaire], permettant au titre d’atteindre la 75e place au niveau national.
Dès lors, le groupe est repéré par Capitol Records chez qui il signe. Son premier album sort en 1962 sous le titre Surfin’ Safari. On y retrouve Surfin’ ainsi que son deuxième single, éponyme de l’album. Le 45 tours se classe 14e au niveau national, tandis que l’album connaît un succès moins franc. En 1962 Al Jardine, parti poursuivre ses études, est remplacé jusqu'à l'année suivante par un voisin des Wilson, David Marks. Début 1963, le groupe sort un deuxième album, Surfin' USA. L'album se vend bien mieux et se classe 2e dans les ventes nationales. Le 45 tours Surfin' USA, tiré de l'album et très fortement copié de Sweet Little Sixteen, de Chuck Berry, déferle sur le pays et atteint la 3e place en mars 1963. Chuck Berry intentera un procès pour plagiat à Brian Wilson qu’il gagnera facilement et empochera les bénéfices produits par le morceau. Après le procès, il déclarera avoir adoré la version des Beach Boys.
La même année, paraît le 3e album du groupe, Surfer Girl. Il est nettement plus élaboré que les précédents et comprend moins de reprises. À l’automne, il se classe 7e tandis que les titres Surfer Girl et Little Deuce Coupe atteignent respectivement les 7e et 15e places.
Les premiers albums du groupe reprennent inlassablement les mêmes thèmes. Le surf est le thème central, repris dans le titre des albums et de quatre singles sur cinq. Les albums comprennent d’autres chansons sur ce thème : Hawaii, Surfer Moon, Catch a Wave, Noble Surfer, et Surf Jam, entre autres. La surf music est alors à son apogée. Les Beach Boys reprennent d’ailleurs plusieurs titres de Dick Dale and his Del-Tones, groupe phare du surf instrumental,. Brian Wilson, le leader du groupe, crée ainsi l’image nouvelle de la Californie. Au milieu du XXe siècle, le grand État de l’Ouest américain est encore l’Eldorado dans l’imaginaire populaire, celui de la ruée vers l’or du siècle précédent. La Californie que nous connaissons, plus ou moins fantasmée, avec ses palmiers, ses surfeurs, sa jeunesse dorée… nous vient des Beach Boys. Pour reprendre le titre d’un ouvrage de David Leaf, les Beach Boys ont créé le « mythe californien »,. Tous les thèmes de ce mythe apparaissent dans la musique des Beach Boys dès 1961-1962. Cette image leur collera tellement à la peau qu'à la fin des années 1960, elle les rendra ringards aux yeux d’une jeunesse préoccupée par la guerre du Viêt Nam et le mouvement hippie[réf. nécessaire].

### Premier groupe américain (1963–1965)

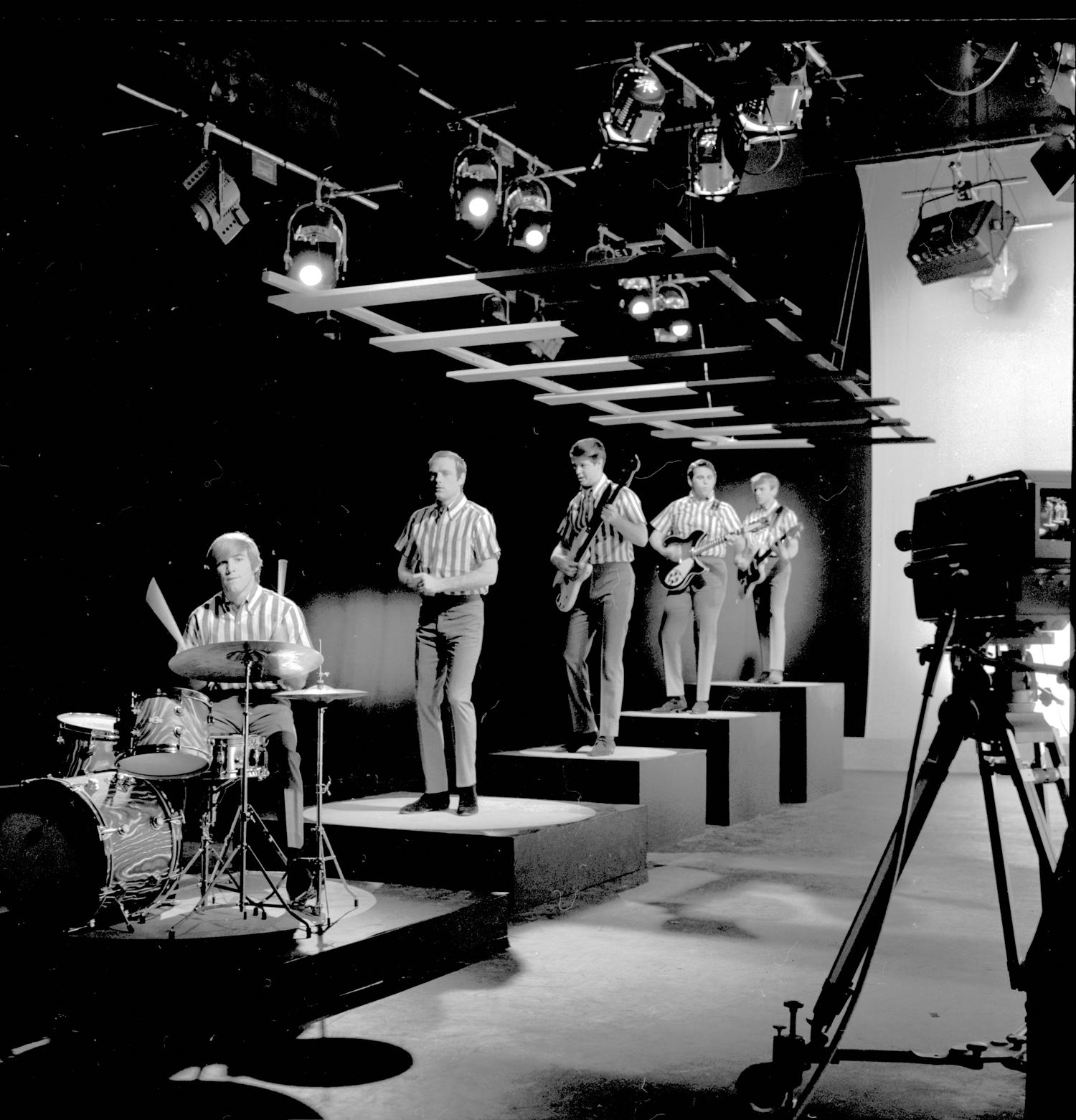
The Beach Boys vers 1964 pour la télévision.

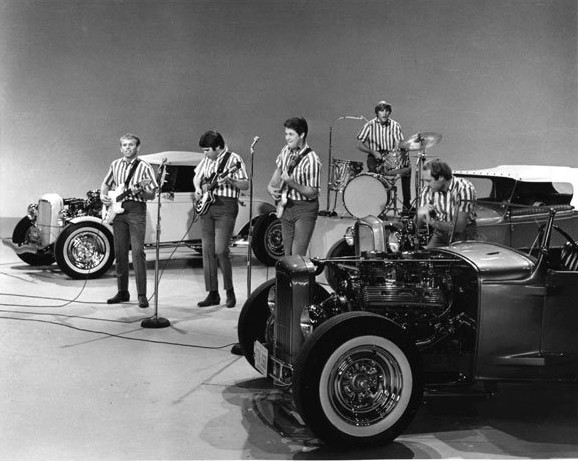
The Beach Boys jouant I Get Around (1964) pour The Ed Sullivan Show.

À la fin de 1963, les Beach Boys sortent un quatrième album, Little Deuce Coupe, qui reprend un single du précédent album, qui délaisse le surf au profit des voitures. Le groupe avait déjà abordé ce thème, notamment sur les faces B des 45 tours. Les Beach Boys cherchent ainsi à conquérir durablement le public de l’intérieur des États-Unis et de la côte Est, pour qui le surf ne saurait, faute de le pratiquer, rester un sujet accrocheur bien longtemps. Le succès est au rendez-vous et l’album atteint la 4e place, tandis que le single Be True to Your School se classe 6e.
L'album suivant, Shut Down Volume 2, reprend la même thématique et se classe 13e au printemps 1964. Le single Fun, Fun, Fun est une ode à la gloire de la jeunesse californienne et de son insouciance, qui se classe à la 5e place des charts. Mais un concurrent sérieux est arrivé sur le sol américain : les Beatles. Le groupe de Liverpool, qui a débarqué aux États-Unis en février, y connaît un vif succès et accumule les premières places des ventes, privant les Beach Boys d'un probable premier numéro 1. La compétition, toute empreinte d’admiration réciproque entre Brian Wilson et Paul McCartney, ne cessera plus. L'album suivant, All Summer Long, monte à la 4e place. Mais c’est le single I Get Around qui retient l’attention, en atteignant la 1re place. Ciselé d'harmonies vocales délicates, le titre séduit le reste du monde, et est le premier à s’exporter véritablement, entrant même dans le Top Ten anglais.
S'ensuit le Christmas Album à la fin 1964, qui se classe 6e, tandis que le 45 tours Little Saint Nick est 3e. La même semaine, le Beach Boys Concert est le premier album live à se classer premier aux États-Unis. Le groupe est omniprésent à la télévision et sur les radios américaines. En Europe, il est considéré alors comme le seul groupe américain capable de rivaliser avec la British Armada qui envahit le monde. L'album Today! sort au printemps 1965. Il atteint la 4e place aux États-Unis et les singles qui en sont issus sont de francs succès. Dance, Dance, Dance est 8e, Do You Wanna Dance est 12e… Surtout, Help Me, Rhonda grimpe jusqu’à la 1re place en avril. L’album suivant, sorti pendant l’été, atteint la 2e place aux classements des ventes. Summer Days (And Summer Nights!!) contient le célèbre titre California Girls. Ce 45 tours, hymne à la gloire des filles californiennes – toujours l’élaboration du mythe - atteint la 3e place. C’est l’un des titres les plus populaires du groupe, qui l'utilisa ensuite régulièrement en ouverture de ses concerts.
L’année 1965 s'acheva avec un nouveau disque à l’occasion de Noël. L’album Beach Boys' Party! reproduit en studio l’animation d’une fête privée du groupe avec de bons titres. L’album se classe 6e grâce à la présence du tube Barbara Ann, qui se classe 2e selon l'édition de janvier 1966 du magazine américain Billboard (1er selon un autre classement que celui du Billboard). Cette reprise des Regents est le succès le plus populaire des Beach Boys, avec une musique rock très dynamique et légère. Dennis Wilson tourne alors le groupe vers la Méditation transcendantale et son fondateur Maharishi Mahesh Yogi, qu'ils présentent à son public à l'occasion d'une de ses tournée.

### Élévation de la pop etSmile(1966–1967)

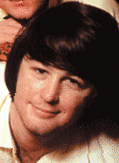
Brian Wilson en 1966.

Depuis les débuts du groupe, le compositeur principal est Brian Wilson. Son cousin Mike Love a certes coécrit plusieurs titres majeurs, mais son style reste plutôt simple. Brian est le génie musical du groupe, à l’instar d’un McCartney ou d'un Jimmy Page en Angleterre. Extrêmement productif, il a écrit dix albums entre 1962 et 1965. Dès le troisième album du groupe, Brian Wilson a de surcroît endossé le rôle de producteur. Les Beach Boys sont ainsi la première formation américaine à contrôler totalement la direction artistique de leurs disques. Brian Wilson cherche dès 1962 à rehausser son style et à élaborer un son toujours plus complexe. Il fait preuve de grandes qualités d’écriture et d’indéniables talents de producteur, s’entoure des meilleurs musiciens de studio et s'affirme en rival du maître incontesté du studio à l’époque : Phil Spector. La concurrence avec les Beatles joue ici un rôle important car Brian s'est mis en tête de surpasser le groupe anglais. Et tandis que Lennon et McCartney écrivent Revolver pour dépasser Today!, Brian fait tout pour surpasser l’album Rubber Soul. Dès la fin de 1965, il entreprend de réaliser son œuvre majeure, Pet Sounds. Le projet est ambitieux et, afin de satisfaire Capitol Records qui veut un album pour Noël, les Beach Boys sortent Party ! à la fin de l’année. Brian Wilson a donc le temps nécessaire pour polir son bijou. Pet Sounds se distingue foncièrement des albums antérieurs du groupe. Les thèmes classiques du surf et des voitures ont disparu. Certes, les filles sont toujours là, mais la frivolité n’est plus de mise. Le compositeur choisit plutôt de dépeindre les mille couleurs des sentiments par des paroles ciselées et poétiques. Quant aux musiques, elles atteignent une complexité inédite, qui surprend encore au regard des moyens techniques limités des studios de l’époque. L’album ose s'éloigner du format chanson – passage obligé des musiques populaires – en risquant plusieurs titres instrumentaux.
Peu avant de sortir Pet Sounds, les Beach Boys réalisent le 45 tours Sloop John B, qui se classe 3e. L'album ne connaît pas le succès attendu auprès du grand public, et ne se classe que 10e aux États-Unis. Le single Wouldn't It Be Nice ne dépasse pas la 8e place, même si sa face B, God Only Knows, est 39e. En fait, les fans américains du groupe ne se reconnaissent pas dans cette musique nouvelle, trop éloignée de l’image des si gentils Garçons de la plage. En Europe, en revanche, et particulièrement au Royaume-Uni, la sensibilité très pop de Pet Sounds éblouit. Le succès est tel que les Beach Boys sont désignés groupe de l’année par la presse musicale, privilège immense puisque cette distinction sera réservée aux seuls Beatles entre 1963 et 1970. Le groupe anglais s’incline face au talent de Brian Wilson. Paul McCartney écoute le disque en boucle, et voit Pet Sounds comme le plus grand album de tous les temps. Il déclarera des années plus tard que God Only Knows est la plus belle chanson jamais écrite. L'émulation entre les deux groupes américain et britannique est à son comble. Et Pet Sounds toujours selon l'ex-Beatles, aura été une source de motivation et d'inspiration pour créer Sgt. Pepper's Lonely Hearts Club Band, sorti en 1967. Ce n'est qu'avec le recul que l'ouvrage des Beach Boys va être considéré comme l'œuvre d'un génie, du savant fou qu’est Brian Wilson. Deuxième disque de tous les temps pour le Rolling Stones Magazine, premier pour le magazine anglais Mojo.

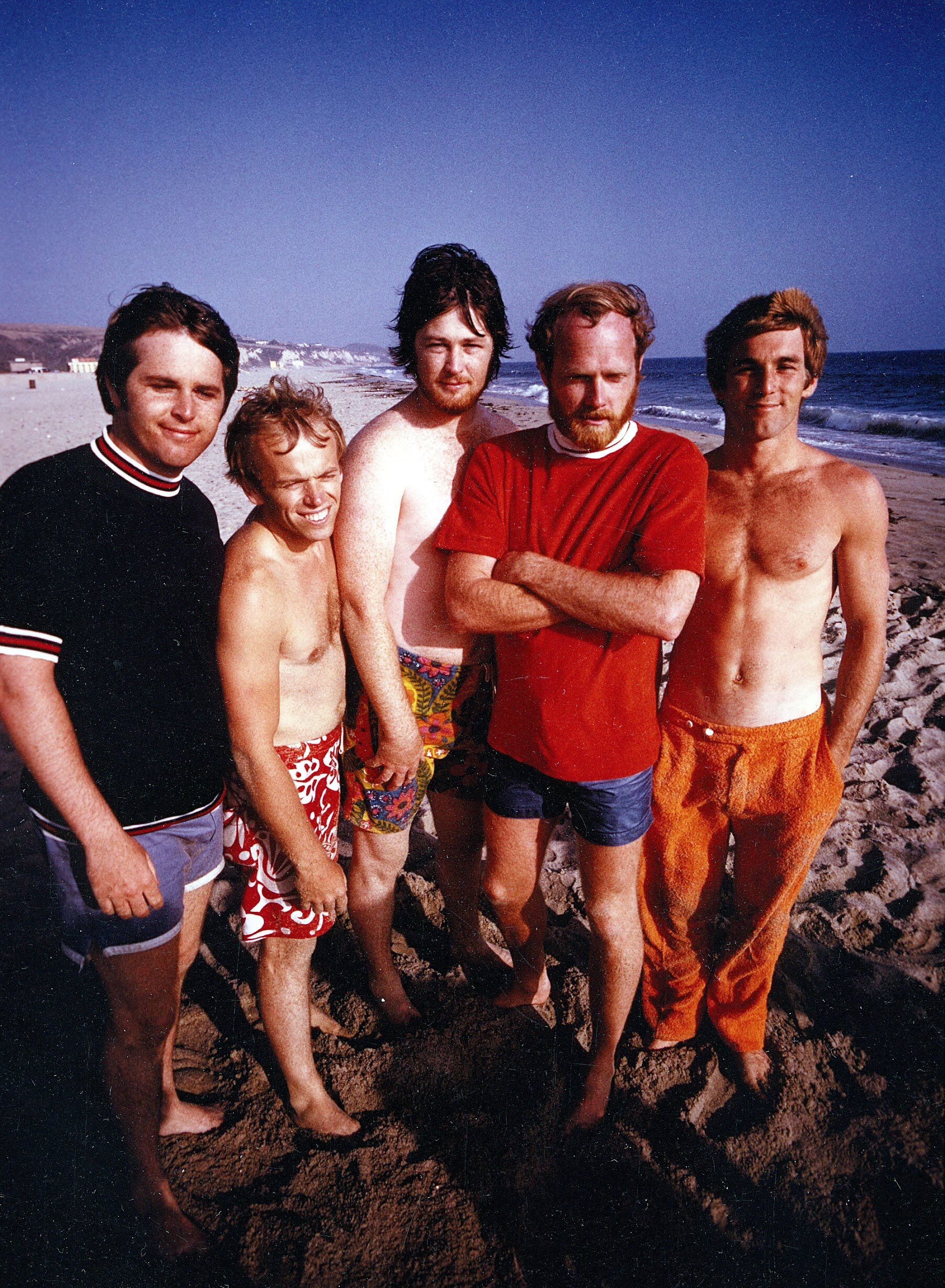
The Beach Boys en 1967.

À la fin de l’année 1966, The Beach Boys sortent une chanson dont l’enregistrement avait commencé pendant les sessions de Pet Sounds : Good Vibrations connaît un succès fulgurant dans le climat psychédélique ambiant. Le morceau se classe n°1 aux États-Unis et dans la plupart des pays du monde. En France, il reste près de deux mois à la première place des ventes. Le titre, un des hymnes du mouvement hippie naissant, est n°1 mondial de l’année. The Beach Boys n'atteindront plus la première place jusqu'en 1988 avec Kokomo, de la bande originale du film Cocktail, avec Tom Cruise en tête d'affiche. Mike Love s'envolera en Inde à Rishikesh avec les Beatles pour suivre un cours de professeur de Méditation transcendantale auprès de Maharishi Mahesh Yogi. Il est probable qu'il y ait eu une collaboration sur quelques vers de chansons avec Paul McCartney.
Depuis la fin de l'année 1966, Brian Wilson travaille sur un projet d'album ambitieux, en collaboration avec son ami parolier Van Dyke Parks. L'album, qui serait intitulé Smile, est voulu par Brian comme le plus grand chef-d'œuvre de la musique pop. Rapidement, Brian connaît de nombreux problèmes : difficultés techniques de réalisation, réticences de certains membres du groupe (surtout Mike Love) à collaborer au projet, divergences avec Capitol, leur maison de disques. À cela s'ajoutent les problèmes mentaux de Brian, amplifiés par les drogues et la pression du résultat, à une époque où le groupe est en concurrence directe avec les Beatles, sur le point de frapper un grand coup avec leur album Sgt. Pepper's Lonely Hearts Club Band. À la suite d'une accumulation de pressions commerciales d'échéance, de malentendus quant à l'orientation artistique du groupe (particulièrement de la part de Mike Love), de perfectionnisme et d'une dépression associée à la toxicomanie chez Brian Wilson, le projet Smile est peu à peu abandonné par les membres du groupe et les diverses ébauches enregistrées sont regroupées dans un album rapidement produit par quelques membres du groupe qui sera nommé Smiley Smile et qui sortira en septembre 1967, surtout pour satisfaire les engagements avec la maison de disque.
L'avortement de Smile marque le déclin de l'influence de Brian Wilson dans le groupe. Même s'il continue de composer pour les Beach Boys, ses nouvelles contributions ne recueillent que peu d'enthousiasme de la part du public. Les albums Smiley Smile, Wild Honey et Friends sont des échecs ou des semi-échecs commerciaux (surtout aux États-Unis). Cloîtré dans son lit, paranoïaque et devenu obèse, Brian Wilson ne participera plus que de manière sporadique aux Beach Boys.

### Résurgences et déclin (1968–1980)

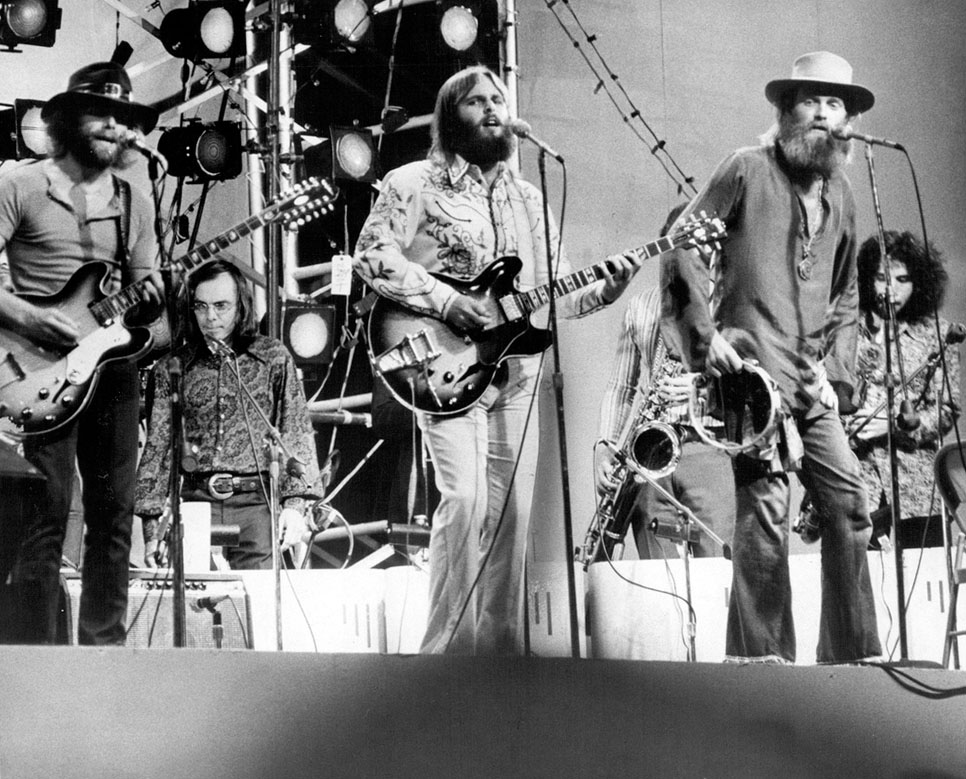
The Beach Boys à Central Park, en 1971.

À partir de 1968, Carl Wilson prend la tête du groupe et s'assure de la production. L'absence de Brian ne pose pas de problèmes sur scène puisqu'il y est régulièrement remplacé depuis 1965, d'abord par Glen Campbell puis bientôt par Bruce Johnston. Chaque membre du groupe participe à la composition des morceaux : Dennis Wilson s'y révèle d'ailleurs assez prolifique. En 1969, le groupe sort l'album 20/20 sur Capitol Records et signe chez Reprise Records. En 1970, Sunflower est le premier album à sortir pour Reprise Records. S'il est considéré maintenant comme très abouti et marquant une renaissance musicale des Beach Boys, il fut à l'époque le pire échec commercial du groupe, n'étant même pas classé dans les 100 premières ventes d'albums du pays. Surf's Up, sorti en 1971, sera un peu mieux accueilli mais marquera le début des changements de personnel. Johnston quitte le groupe en 1972, en désaccord avec Jack Rieley, le nouveau manager. Ricky Fataar et Blondie Chaplin du groupe The Flames rejoignent les Beach Boys la même année. Leurs apports musicaux audibles sur l'album Carl and the Passions - "So Tough", sorti en 1972, n'aident pas beaucoup le groupe à renouer avec le succès.

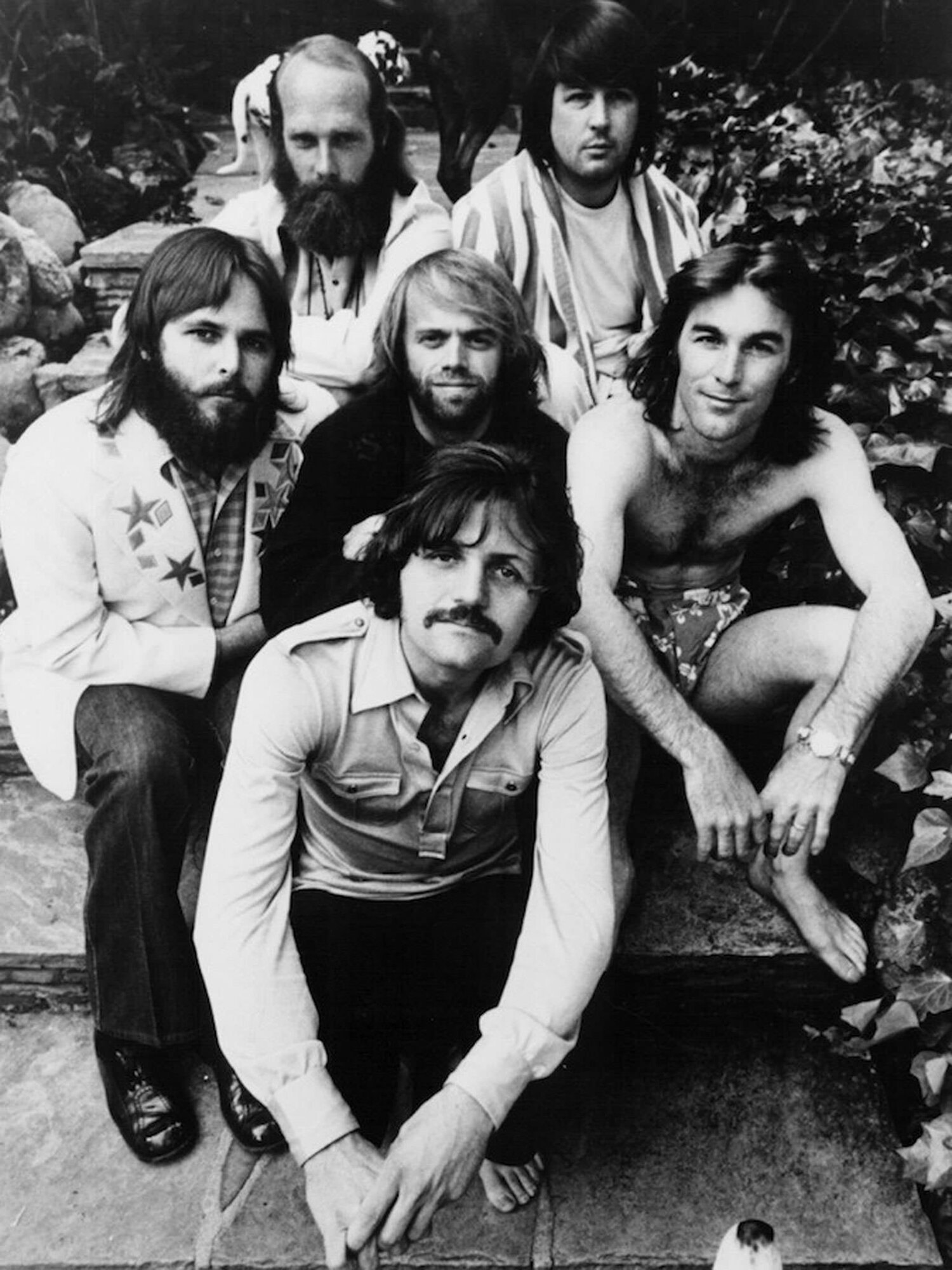
The Beach Boys en 1971.

L'album suivant, Holland, aura néanmoins un succès un peu plus probant. Conçu en 1972 dans une ferme hollandaise transformée en studio, Holland aura coûté cher et sera surtout célèbre pour le titre composé par Brian Wilson et Van Dyke Park, Sail on Sailor, qui deviendra l'un des singles les plus populaires des Beach Boys dans les années 1970. Non présent à l'origine sur la première mouture de l'album soumise à Reprise Records, Sail on Sailor va être demandé à Brian par le reste des Beach Boys afin de sortir un single issu de l'album. L'album sortira en 1973 et se classera 37e des charts américains. La collaboration de Brian Wilson n'aura pourtant pas de suite immédiate. Néanmoins, le groupe va susciter un certain regain d'intérêt de la part du public notamment grâce au retour en vogue de sa musique et de ses titres les plus connus. Le double album The Beach Boys in Concert sorti en 1972 et 1973, va se classer disque d'or (le premier pour Reprise Records) avec un répertoire surtout composé de titres datant des années 1960. Capitol Records profite de ce retour à la mode pour lancer en 1974 Endless Summer, une compilation des titres les plus connus du groupe. L'album se classe no 1 des ventes d'albums aux États-Unis. En 1975 sort une autre compilation, Spirit of America, qui devient aussi un best-seller.

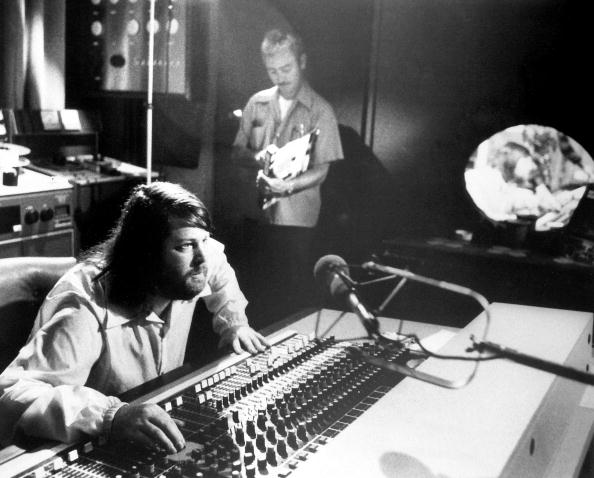
Brian Wilson en 1976.

Bien qu'improductifs entre 1973 et 1976, les Beach Boys sont nommés groupe de l'année 1974 par le magazine Rolling Stone et retrouvent une certaine renommée. L'année 1976 marque le retour de Brian Wilson au sein de la formation, avec l'album 15 Big Ones. Voulant profiter du regain d'intérêt du public, les Beach Boys décident d'enregistrer un album composé de nouveaux titres début 1976, 15 Big Ones, album qui sera composé à moitié de titres originaux et à moitié de reprises comme Rock and Roll Music ou Blueberry Hill, l'album se classera 8e dans les charts américains. Fort de ce succès, le groupe poursuit en 1977, avec Love You, dont la plupart des titres ont été composés par Brian Wilson seul (une première depuis les années 1960). Sans être un succès commercial, l'album ravit les fans du groupe et passe encore aujourd'hui pour le dernier véritable bon album du groupe.
Les albums suivants M.I.U. Album (1978), L.A. (Light Album) (1979) et Keepin' the Summer Alive (1980) seront des échecs commerciaux et ne brilleront pas par leur inspiration. Toujours aussi instable, Brian Wilson participe de moins en moins aux compositions et se retrouve peu à peu écarté du groupe. La fin des années 1970 est surtout marquée par les problèmes récurrents d'alcool et de drogue des membres du groupe. En 1978, ils sont même obligés de s'excuser de leur piètre performance due à l'abus d'alcool lors d'un concert à Melbourne, en Australie. En revanche en 1980, au festival de Knebworth en Angleterre, le groupe est au complet pour un concert qui fera l'objet d'un album 20 ans plus tard, Good Timin': Live at Knebworth England 1980.

### Soubresauts et disparitions (années 1980–1990)

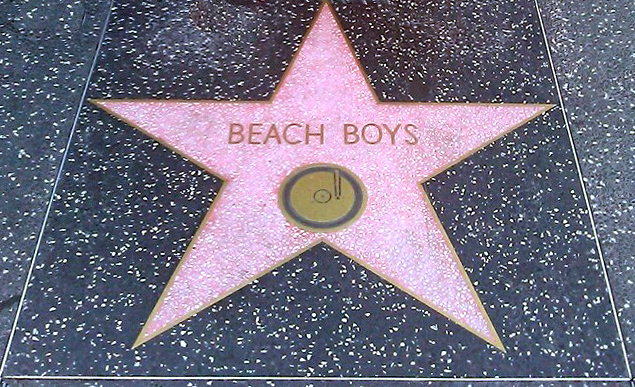
Étoile des Beach Boys au Walk of Fame.

En 1983, Dennis Wilson, en état d'ébriété, se noie accidentellement à Marina Del Rey à Los Angeles. Cependant, la mort du batteur des Beach Boys ne va pas sonner le glas du groupe. Régulièrement présentés comme un monument de la culture musicale américaine et invités à jouer leurs succès lors de commémorations comme le 4 juillet (fête nationale américaine), les Beach Boys connaissent au milieu des années 1980, comme au milieu des années 1970, un regain d'intérêt de la part du public. En 1985, pour le 4 juillet, ils jouent devant une foule record de 750 000 personnes au National Mall de Washington et entrent dans le Guinness des records. La même année, ils participent au Live Aid et sortent un nouvel album The Beach Boys, auquel participe Brian Wilson. Certains de leurs titres comme California Girls sont repris par les artistes du moment comme David Lee Roth.
En 1988, les Beach Boys redeviennent numéro 1 des charts avec Kokomo, extrait de la bande originale du film Cocktail avec Tom Cruise. C'est leur premier n°1 depuis Good Vibrations en 1966. Depuis cette date, ils continuent de tourner malgré une formation qui n'a plus rien à voir avec celle des origines. En effet, séparé de Brian Wilson depuis 1988, le groupe perd Carl Wilson, décédé d'un cancer du poumon en 1998. Al Jardine quitte le groupe après la mort de Carl et Mike Love est désormais le seul membre originel des Beach Boys (Bruce Johnston étant arrivé en 1965).

### Années 2000

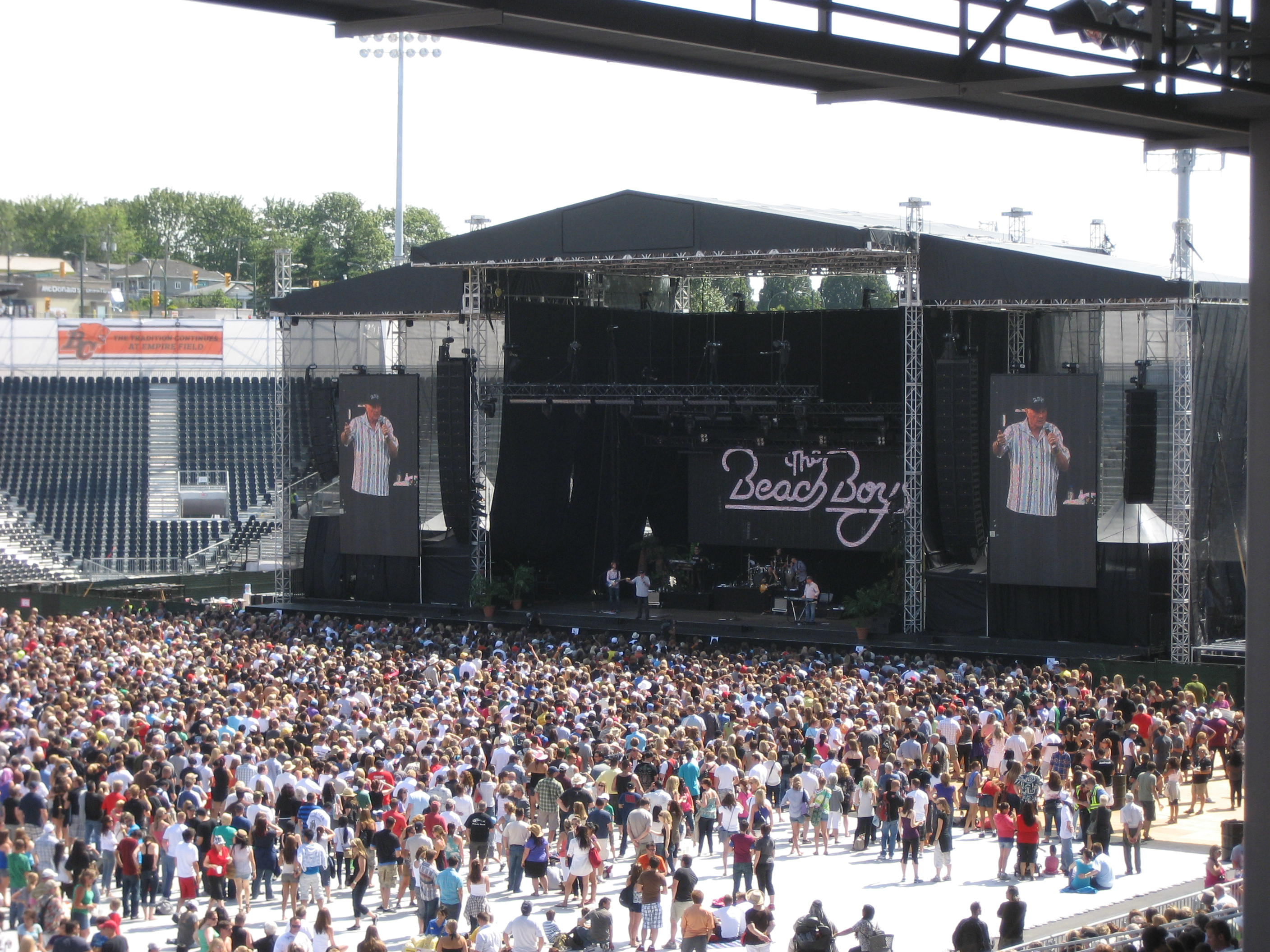
The Beach Boys en concert à Vancouver, Colombie-Britannique, au Canada.

À l'occasion de leur quarantième anniversaire, les Beach Boys reçoivent le Grammy Career Achievement Award. Brian Wilson est intronisé au UK Hall of Fame en novembre 2006. La même année, les Beach Boys entament une tournée mondiale, intitulée Endless Summer 2001, qui donnera un total de 160 concerts. En janvier de la même année, Capitol Records annonce la réédition de certains de leurs albums, en format deux disques sur un seul CD. La tournée, qui comprenait une étape en Espagne, était destinée à promouvoir le nouvel album de compilation du groupe, The Very Best of The Beach Boys.
En 2002, sort l'album Live at Knebworth England, comprenant ce concert inédit donné le 21 juin 1980 au Royaume-Uni. L'année suivante, il sort également aux États-Unis, mais sous le titre Good Timin' : Live at Knebworth England 1980. La version DVD se vendra à 50 000 exemplaires aux États-Unis et a été certifiée disque d'or. En 2003, sort la compilation Sounds of Summer : The Very Best of The Beach Boys.
En 2004, Brian Wilson publie un réenregistrement de l'album Smile intitulé Brian Wilson presents Smile. Poursuivant leurs mauvaises relations, Mike Love poursuit Brian en novembre 2005, l'accusant d'avoir fait la promotion de l'album en « détournant de manière flagrante ses chansons, l'image et la marque des Beach Boys, ainsi que l'album Smile lui-même ». Le détail plus spécifique de cette poursuite se référait à la promotion de Smile par le Mail on Sunday, où deux millions six cent mille CD de compilation portant le nom des Beach Boys étaient distribués gratuitement avec la sortie. L'action en justice, déposée auprès du tribunal fédéral de Los Angeles, alléguait que le CD gratuit avait entraîné une baisse des ventes du catalogue d'albums des Beach Boys ; elle réclamait « des millions de dollars pour les profits illicites réalisés » et un million de dollars pour la publicité internationale, « afin de corriger les effets de… concurrence déloyale et utilisation abusive » des chansons figurant sur le CD. La plainte de Love est rejetée en 2007. Dans une série de décisions, le tribunal rejettera toutes les demandes de Love, qui comprenaient également une compensation financière pour Smile. Le tribunal décidera que Love devait payer tous les frais de justice.
Les Beach Boys survivants (Brian Wilson, Mike Love, Al Jardine, Bruce Johnston et David Marks) se réunissent le 13 juin 2006 pour célébrer simultanément le quarantième anniversaire de l'album Pet Sounds et la dernière certification double platine de Sounds of Summer : The Very Best of The Beach Boys, qui se hissera à la seizième place du classement Billboard, où il est restera cent quatre semaines. La cérémonie se déroule au Capitol Records Building de Hollywood, avec des plaques remises à tous les membres du groupe.

### Années 2010–2020

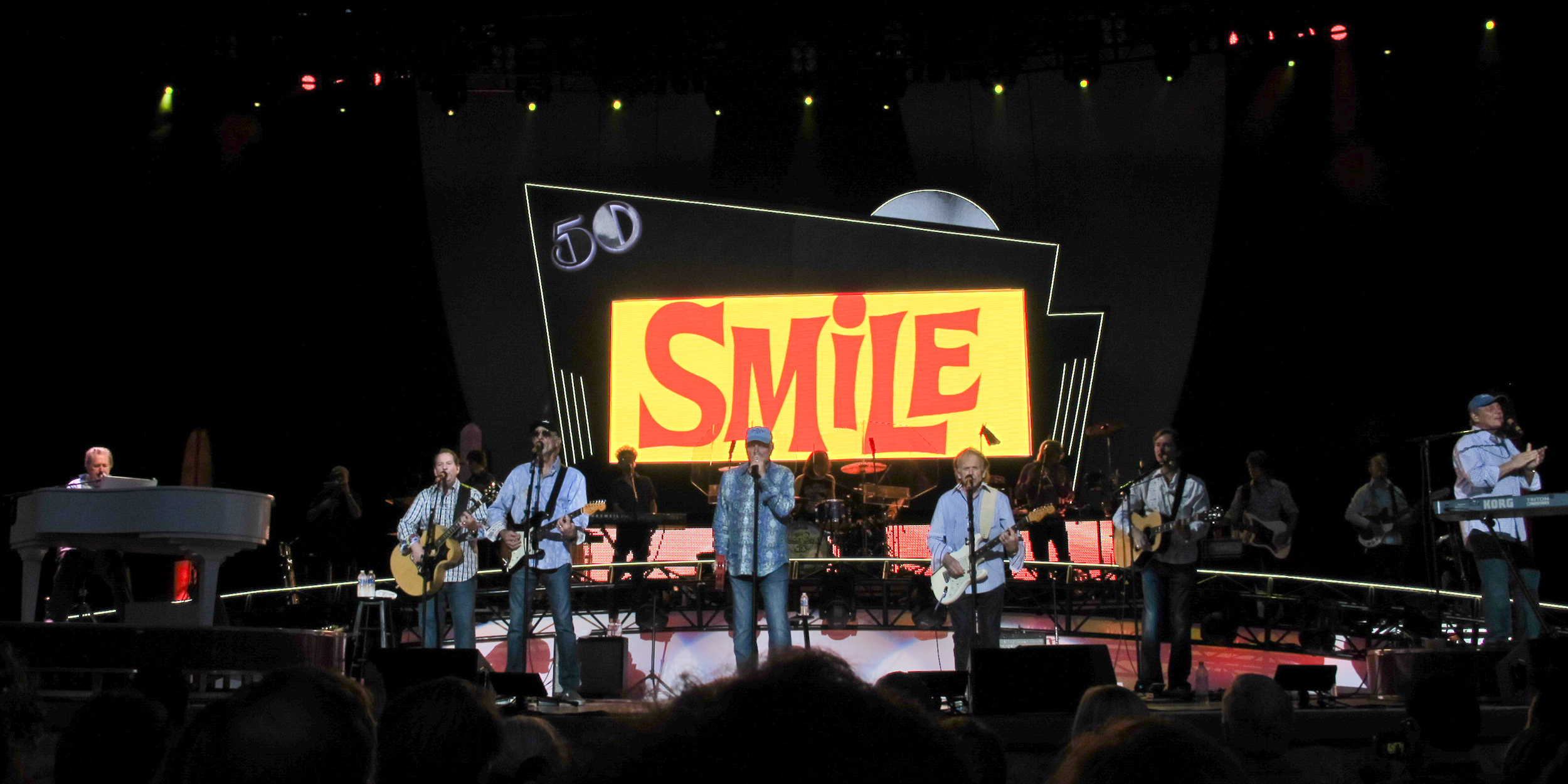
The Beach Boys en 2012.

Le 19 avril 2011, les Beach Boys sortent un single avec la chanson réenregistrée Don't Fight the Sea, issue de l'album A Postcard from California d'Al Jardine, complétée sur sa face B par une version a cappella de Friends. Le premier des morceaux est réenregistré avec la participation de tous les membres du groupe, y compris Brian Wilson et même le regretté Carl Wilson, dont la voix a été sauvée et ajoutée numériquement à la chanson à partir d'anciennes archives. Le premier lot de 1 000 exemplaires sort sous format vinyle blanc avec une étiquette rouge au centre pour ressembler au drapeau japonais, dans le cadre d'un projet visant à reverser 100 % des recettes à la Croix-Rouge pour aider les victimes du séisme de mars au Japon. Quelques 90 albums ont été dédicacés par les membres du groupe pour être mis aux enchères,,,.
Enfin, The Smile Sessions sort le 1er novembre aux États-Unis, tandis qu'au Royaume-Uni, il sort un jour plus tôt,,. Le multiple coffret est bien accueilli lors de sa première semaine de vente. Sur le Billboard 200, il réussit à se hisser à la 27e place, mais au Royaume-Uni, il fait encore mieux, atteignant la 25e place sur les UK Artist Albums.
Le 25 février 2012, le groupe publie sur son compte Vevo, sur YouTube, la chanson That's Why God Made the Radio, premier single issu de l'album de même titre. Après de nombreuses années de litiges juridiques, cet album marque la réunion des membres historiques, comme le confirme Mike Love. Sorti le 5 juin 2012 et produit par Brian Wilson, That's Why God Made the Radio est le premier album original du groupe depuis 20 ans. Accompagné d'une nouvelle tournée mondiale, il marque le 50e anniversaire du groupe. Al Jardine estime qu'il est très riche et sonne comme l'album emblématique Pet Sounds, chaque membre chante sur au moins l'une de ses chansons. L'album se classe 3e dans les charts américains.
En février 2022, le groupe est annoncé pour un unique concert le 27 juin 2022 à Paris, dans le cadre de sa tournée Sixty Years of the Sounds of Summer.
Le 11 juin 2025, Brian Wilson, chanteur, co-fondateur et principal compositeur du groupe, meurt à l'âge de 82 ans.

## Membres

### Membres actuels
- Mike Love : chant (depuis 1961)
- Al Jardine : chant, guitare (1961-1962, depuis 1963, ne participe pas aux concerts de 1991 à 2011 et depuis 2012)
- Bruce Johnston : chant, guitare basse, claviers (1965–1972, depuis 1978)

### Anciens membres
- Brian Wilson : chant, basse, composition, production (1961-2025 (†) ; ne participe pas aux concerts de 1964 à 1976, 1990 à 2011 et de 2012 à 2025)
- David Marks : guitare, chant (1962–1963, 1997-1999, 2011-2012)
- Dennis Wilson : chant, batterie, composition
- Carl Wilson : chant, guitare, production
- Glen Campbell : guitare (1964–1965)
- Blondie Chaplin : chant, guitare (1972-1973)
- Ricky Fataar : batterie, guitare (1972-1974)

## Discographie

### Albums studio
- 1962 : Surfin' Safari
- 1963 : Surfin' USA
- 1963 : Surfer Girl
- 1963 : Little Deuce Coupe
- 1964 : Shut Down Volume 2
- 1964 : All Summer Long
- 1964 : The Beach Boys' Christmas Album
- 1965 : Today!
- 1965 : Summer Days (and Summer Nights!!)
- 1965 : Beach Boys' Party!
- 1966 : Pet Sounds
- 1967 : Smiley Smile
- 1967 : Wild Honey
- 1968 : Friends
- 1969 : 20/20
- 1970 : Sunflower
- 1971 : Surf's Up
- 1972 : Carl and the Passions - "So Tough"
- 1973 : Holland
- 1976: 15 Big Ones
- 1977: Love You
- 1978: M.I.U. Album
- 1979 : L.A. (Light Album)
- 1980 : Keepin' the Summer Alive
- 1985 : The Beach Boys
- 1989 : Still Cruisin'
- 1992 : Summer in Paradise
- 1996 : Stars and Stripes Vol. 1
- 2011 : Smile enregistré en 1966-1967
- 2012 : That's Why God Made the Radio

### Albums live
- 1964 : Beach Boys Concert
- 1970 : Live in London (publié en Amérique en 1976)
- 1973 : The Beach Boys in Concert
- 2002 : Good Timin': Live at Knebworth England 1980
- 2013 : Live - the 50th Anniversary Tour

### Compilations
- 1966 : Best of The Beach Boys
- 1967 : Best of The Beach Boys Vol. 2
- 1968 : Best of The Beach Boys Vol. 3
- 1968 : Stack-O-Tracks
- 1974 : Endless Summer
- 1975 : Spirit of America (non-officiel)
- 1975 : Good Vibrations - Best of The Beach Boys
- 1981 : Ten Years of Harmony
- 1982 : Sunshine Dream
- 1986 : Made in USA
- 1988 : California Gold : The Very Best Of The Beach Boys
- 1990 : Summer Dreams
- 1991 : Lost and Found (1961-62)
- 1997 : The Best of The Beach Boys
- 1998 : Ultimate Christmas
- 1999 : The Greatest Hits - Volume 1: 20 Good Vibrations
- 1999 : The Greatest Hits - Volume 2: 20 More Good Vibrations
- 2000 : Greatest Hits Volume Three: Best of the Brother Years 1970-1986
- 2002 : Classics Selected by Brian Wilson
- 2003 : Sounds of Summer: The Very Best of The Beach Boys
- 2007 : The Warmth of the Sun
- 2008 : U.S. Singles Collection - The Capitol Years 1962-1965 (coffret 16 singles)
- 2009 : Summer Love Songs
- 2018 : The Beach Boys With The Royal Philharmonic Orchestra
- 2021 : Feel Flows: The Sunflower and Surf's Up Sessions 1969-1971
- 2022 : Sail On Sailor 1972 (Coffret 6CD inclus les albums Carl and the Passions – “So Tough” et Holland + demos, versions alternatives, live, et des "chutes" inédites)

### Singles
- 1962 : Surfin' Safari
- 1963 : Surfin' USA
- 1963 : Surfer Girl
- 1963 : Be True to Your School
- 1964 : Fun, Fun, Fun
- 1964 : When I Grow Up (To Be a Man)
- 1964 : I Get Around
- 1965 : Dance, Dance, Dance
- 1965 : Help Me, Rhonda
- 1965 : California Girls
- 1966 : Barbara Ann
- 1966 : Sloop John B
- 1966 : Wouldn't It Be Nice
- 1966 : Good Vibrations
- 1988 : Kokomo

### EP
- 1965 : 4 by the Beach Boys (à la suite de la publication de Four by the Beatles en 1964, Capitol Records initia une série d'EP intitulée 4 by 4 mais seuls cet EP et 4 by the Beatles ont été publiés. La pochette utilise erronément de mot « Four » tandis que l'étiquette sur le disque utilise correctement le chiffre « 4 »[réf. nécessaire])
- 1965 : Excerpts From Capitol's "Beach Boys' Party" Album (promo)